# ستيفن أوسبورن (منافس ألعاب قوى)
ستيفن أوسبورن (بالإنجليزية: Stephen Osborne)‏ هو منافس ألعاب قوى بريطاني، ولد في 26 مارس 1963 في Longfield ‏ في المملكة المتحدة.

## روابط خارجية
- ستيفن أوسبورن على موقع Paralympic.org (الإنجليزية)
- ستيفن أوسبورن على موقع IPC.InfostradaSports.com (مؤرشف) (الإنجليزية)